# 203
Cette page concerne l'année 203  du calendrier julien. Pour l'année 203 av. J.-C., voir 203 av. J.-C. Pour le nombre 203, voir 203 (nombre). Pour la voiture, voir Peugeot 203.
L'année 203 est une année commune qui commence un samedi.

## Événements
- Septime Sévère envoie une expédition contre les Garamantes qui pillent la Libye ; il étend le réseau de défense dans les oasis du désert, incluant les forts de Gholaia et de Garama au Limes Tripolitanus[1].
- Fin du printemps : Septime Sévère rentre à Rome où il célèbre peut-être sa victoire en Tripolitaine. Un arc commémorant ses victoires est érigé à l'entrée du Forum[1].

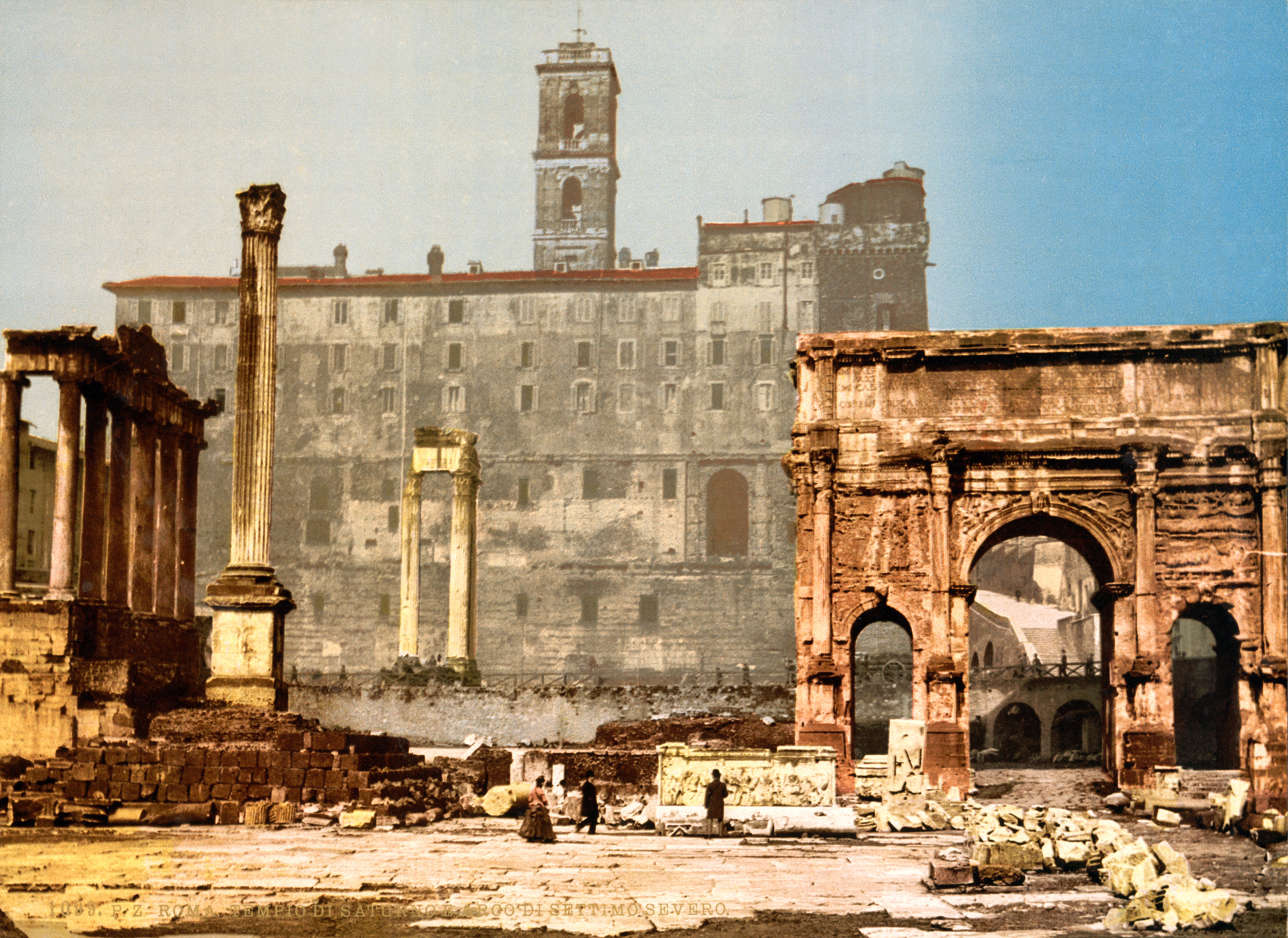
Le temple de Saturne et l'arc de Septime Sévère.

- Selon Eusèbe de Césarée, Origène, alors âgé de 18 ans, remplace Clément à la tête de l'école chrétienne d'Alexandrie, après que celui-ci a quitté la ville à la suite des persécutions[2].
- Début du règne en Inde de Vijaya, roi Satavahana des Andhra (fin en 209). L’empire Andhra se divise peu à peu en principautés indépendantes (203-227)[3].
- Éruption du Vésuve[4].

## Décès en 203
- 7 mars[1] : martyre de Perpétue et Félicité avec leurs compagnons Saturus, Saturninus, Revocatus, Secundulus, à Carthage.